# 福井源
福井 源（ふくい げん、1956年7月27日 - ）は、日本の実業家。

## 略歴
- 1956年7月27日 東京都渋谷区代々木に誕生。父・福井純一（元博報堂社長）、祖父・伊藤保次郎（元三菱鉱業社長）という家庭に生まれる。
- 千代田区立番町小学校卒業。
- 成蹊中学校を卒業。
- 成蹊高等学校を中退。
- 1979年 米国キャッチボール・インクに勤務、古着のバイヤー。
- 1982年 帰国、ストラットフォード・コンピューターセンター株式会社 取締役副社長。教育ソフト、ゲームの開発販売。
- 1986年 株式会社ジーク 代表取締役社長。CD-ROMサービスビューロー、コンピュータシステム開発。
- 1989年8月2日 東京電機大学脇英世助教授、ソフトウィング樺島正博会長、ソフトウェアジャパン昆野晴暉社長、日本ソフトバンク孫正義社長、マイクロソフト古川享社長ら（当時）と共に、Windowsコンソシアムを設立し、実務面を担当する。
- 1996年 株式会社インターラボを設立し、代表取締役に就任。広告とインターネットの複合事業、韓国CCR社と提携。
- 1996年 株式会社電通 嘱託社員。インターネット事業の社内構築支援、イーコマース事業の構築支援。
- 1997年 株式会社青林堂 代表取締役役。漫画ガロの発刊。
- 2000年 ソフトバンク・イーコマース株式会社のマーケティング&PR統括・執行役員に就任。
- 2000年9月 ソフトバンク・イーコマース、オディモ・ドット・コム・インクが共同出資し、ダイヤモンドのネット販売のための合弁会社「ダイヤモンド・ドット・コム株式会社」（資本金2億円）を設立。代表取締役に就任。
- 2003年 ソフトバンクグループを退職。
- 2004年 株式会社電通 社内ECN事務局。電通社内向け、エコ事業・環境事業推進プロジェクト。
- 2005年 エフエムインターウェーブ放送事業本部本部長。
- 2015年 株式会社エールケンフォー 執行役員。太陽光発電所の企画開発、省エネ関連事業。
- 2018年 合同会社SOLACO 設立 代表社員。太陽光発電所の企画開発、蓄電池の企画開発。
- 2023年 日誠エネルギー開発株式会社 総支配人。太陽光・風力・地熱・バイオマス発電、蓄電所等の電源開発。
- 2024年 NOAH INNOVETION LAB President。